# Martín Fierro
Martín Fierro je epická báseň argentinského spisovatele Josého Hernándeze. Má 2316 veršů a původně vyšla ve dvou částech pod názvy El Gaucho Martín Fierro (1872) a La Vuelta de Martín Fierro (1879). Dílo je někdy považováno za argentinský národní epos. Báseň odkazuje na argentinské národní obrození a boj za nezávislost na Španělsku, ve kterém hráli velkou roli gaučové. Hlavní postavou eposu je zchudlý gaučo Martín Fierro, který byl naverbován, aby sloužil v pevnosti na vnější hranici Argentiny a chránil ji před indiány. Báseň je napsána ve španělštině používané na argentinském venkově a je jedním ze základních kamenů argentinské národní identity. Přeložena byla do více než 70 jazyků.
Báseň Martín Fierro ocenili významní literáti jako Leopoldo Lugones, Miguel de Unamuno, Jorge Luis Borges či Rafael Squirru. Od roku 1959 jsou každoročně udělovány ceny Martína Fierra, určené pro televizní a rozhlasové osobnosti a pořady.